# 奥尔托
奥尔托（法語：Orto，法語發音：[ɔʁto]）是法国南科西嘉省的一个市镇，属于阿雅克肖区。

## 地理
奥尔托（42°11'12"N, 8°55'57"E）面积16.21 平方千米，位于法国南科西嘉省，该省份位于科西嘉南部，后者为地中海西部的一座岛屿，也是法国的一个单一领土集体，位于法国大陆部分的东南面，意大利半島的西面，最临近的地块是撒丁岛。
与奥尔托接壤的市镇（或旧市镇、城区）包括：科尔泰。

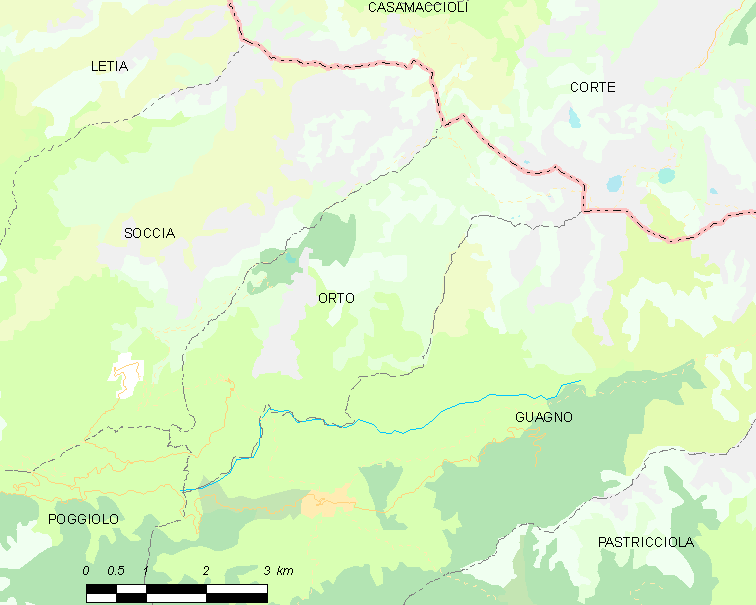
奥尔托的OSM定位图

奥尔托的时区为UTC+01:00、UTC+02:00（夏令时）。

## 行政
奥尔托的邮政编码为20125，INSEE市镇编码为2A196。

## 政治
奥尔托所属的省级选区为塞维-索鲁-奇纳尔卡县。

## 人口

1962-2008年间奥尔托人口变化图示

奥尔托于2022年1月1日时的人口数量为71人。